# CAR Development 2007
Il Castel Beer Trophy è un torneo di rugby a 15 riservato a nazionali africane e sponsorizzato dalla Castel Beer. È organizzato dalla Confédération Africaine de Rugby e noto anche come "CAR Super 16". Il torneo è riservato alle squadre di secondo livello del rugby africano.
L'edizione 2006 è stata vinta dalla Nigeria per la zona Nord e dal Botswana per la zona sud. Non è stata disputata una finale tra le vincenti delle due zone.

## Zona Nord

### Girone A
| Ouagadougou 19 giugno 2007 | Mali | 32 – 0 | Ciad |  |

| Ouagadougou 19 giugno 2007 | Burkina Faso | 8 – 3 | Niger |  |

| Ouagadougou 20 giugno 2007 | Mali | 10 – 6 | Niger |  |

| Ouagadougou 20 giugno 2007 | Burkina Faso | 36 – 0 | Ciad |  |

| Ouagadougou 22 giugno 2007 | Burkina Faso | 10 – 0 | Mali |  |

| Ouagadougou 22 giugno 2007 | Niger | 31 – 11 | Ciad |  |

| Pos | Nazione      | G | V | N | P | d.p. | Pts |
| --- | ------------ | - | - | - | - | ---- | --- |
| 1   | Burkina Faso | 3 | 3 | 0 | 0 | +51  | 13  |
| 2   | Mali         | 3 | 2 | 0 | 1 | +26  | 9   |
| 3   | Niger        | 3 | 1 | 0 | 2 | +11  | 7   |
| 4   | Ciad         | 3 | 0 | 0 | 3 | -88  | 0   |

### Girone B
| Lagos 11 luglio 2007 | Togo | 21 – 10 | Ghana |  |

| Lagos 11 luglio 2007 | Nigeria | 36 – 6 | Benin |  |

| Lagos 14 luglio 2007 | Togo | 14 – 0 | Benin |  |

| Lagos 14 luglio 2007 | Nigeria | 27 – 9 | Ghana |  |

| Lagos 17 luglio 2007 | Ghana | 20 – 7 | Benin |  |

| Lagos 17 luglio 2007 | Nigeria | 20 – 11 | Togo |  |

| Pos | Nazione | G | V | N | P | d.p. | Pts |
| --- | ------- | - | - | - | - | ---- | --- |
| 1   | Nigeria | 3 | 3 | 0 | 0 | +57  | 13  |
| 2   | Togo    | 3 | 2 | 0 | 1 | +8   | 8   |
| 3   | Benin   | 3 | 1 | 0 | 2 | -16  | 4   |
| 4   | Ciad    | 3 | 0 | 0 | 3 | -49  | 1   |

### Finale Zona Nord
Nigeria vince per rinuncia del Burkina Faso.

## Zona Sud

### Girone A(rinuncia del Burundi)
| Arusha 26 giugno 2007 | Tanzania | 18 – 11 | Mayotte |  |

| Arusha 28 giugno 2007 | Mayotte | 58 – 0 | Ruanda |  |

| Arusha 30 giugno 2007 | Tanzania | 53 – 6 | Ruanda |  |

| Pos | Nazione  | G | V | N | P | d.p. | Pts |
| --- | -------- | - | - | - | - | ---- | --- |
| 1   | Tanzania | 2 | 2 | 0 | 0 | +54  | 9   |
| 2   | Mayotte  | 2 | 2 | 0 | 1 | +51  | 6   |
| 3   | Ruanda   | 2 | 1 | 0 | 2 | -105 | 0   |

### Girone B
| Gaborone 19 giugno 2007 | Mauritius | 41 – 12 | eSwatini |  |

| Gaborone 19 giugno 2007 | Botswana | 6 – 15 | La Riunione |  |

| Gaborone 20 giugno 2007 | Botswana | 46 – 0 | eSwatini |  |

| Gaborone 20 giugno 2007 | Mauritius | 17 – 12 | La Riunione |  |

| Gaborone 22 giugno 2007 | La Riunione | 52 – 7 | eSwatini |  |

| Gaborone 22 giugno 2007 | Botswana | 31 – 11 | Mauritius |  |

| Pos | Nazione     | G | V | N | P | d.p. | Pts |
| --- | ----------- | - | - | - | - | ---- | --- |
| 1   | Botswana    | 2 | 2 | 0 | 1 | +75  | 10  |
| 2   | La Riunione | 3 | 2 | 0 | 1 | +31  | 10  |
| 3   | Mauritius   | 3 | 2 | 0 | 1 | +14  | 9   |
| 4   | eSwatini    | 3 | 0 | 0 | 3 | -120 | 0   |

### Finale
| Gaborone 18 agosto 2007 | Botswana | 37 – 14 | Tanzania |  |